# Данц, Луиза
Луи́за Хеле́на Эли́забет Данц (нем. Luise Helene Elisabeth Danz, 11 декабря 1917, Вальдорф, Шмалькальден-Майнинген, Тюрингия, Германия — 21 июня 2009) — надзирательница женских концентрационных лагерей. Была приговорена к пожизненному заключению, но через 9 лет выпущена.

## Биография
Луиза Данц родилась 11 декабря 1917 года в Вальдорфе, Германия. После окончания народной школы работала в бранденбургской булочной. В 1940 вернулась к родителям и стала служить на почте. 24 января 1943 года Данц получила приглашение на работу надзирательницей в Женские вспомогательные подразделения СС. Она начала работать в концлагере Равенсбрюк, затем её перевели в Майданек. Позднее Данц служила в Освенциме и Мальхове.
Заключённые впоследствии рассказывали, что подвергались жестокому обращению со стороны Данц. Она избивала их, конфисковывала выданную на зиму одежду. В Мальхове, где Данц имела должность старшей надзирательницы, она морила заключённых голодом, не выдавая им пищу по трое суток. 2 апреля 1945 года она убила несовершеннолетнюю девочку. Историк С. Эрпель в книге Gefolge der SS: Aufseherinnen des Frauen-KZ Ravensbrück. Begleitband zur Ausstellung пишет, что «мучения женщин доставляли ей удовольствие».
Данц была арестована 1 июня 1945 года в Лютцове. На продолжавшемся с 24 ноября 1947 по 22 декабря 1947 суде Верховного национального трибунала она была приговорена к пожизненному лишению свободы. Освобождена в 1956 году по состоянию здоровья. В 1996 году против неё выдвинули обвинение в вышеупомянутом убийстве ребёнка, но оно было снято после того, как врачи сказали, что Данц будет слишком тяжело перенести повторное тюремное заключение. Проживала в Германии, умерла в 2009 году.